# Supercondensateur composite structurel
 (mars 2022).
Les supercondensateurs composites structuraux sont des matériaux multifonctionnels capables à la fois de supporter des charges mécaniques et de stocker de l'énergie électrique. Combinés aux batteries structurelles, ils permettraient un allégement global des véhicules électriques.
Généralement, les supercondensateurs composites structuraux sont basés sur la conception de polymères renforcés de fibres de carbone. Les fibres de carbone jouent le rôle de renfort mécanique, de collecteur de courant et éventuellement d'électrodes. La matrice est un électrolyte polymère structurel qui transfère la charge via un mécanisme de cisaillement entre les fibres et a une conductivité ionique raisonnable.
Dans un supercondensateur, la capacité spécifique est proportionnelle à la surface spécifique des électrodes. Les fibres de carbone structurelles ont généralement une faible surface spécifique, il est donc nécessaire de modifier leur surface pour permettre une capacité de stockage d'énergie suffisante. Pour augmenter la surface spécifique des électrodes structurelles, plusieurs voies ont été employées, consistant principalement en la modification de la surface des fibres de carbone elles-mêmes ou en revêtant les fibres de carbone avec un matériau à haute surface spécifique. Il a été démontré que l'activation physique et chimique des fibres de carbone fournit une augmentation de deux ordres de grandeur de la surface spécifique des fibres de carbone sans endommager leurs propriétés mécaniques, mais offre toujours une capacité de stockage d'énergie limitée lorsqu'elle est combinée avec un électrolyte polymère structurel. Le revêtement des fibres de carbone avec des nanotubes de carbone, de l'aérogel de carbone,  ou du graphène a permis des densités d'énergie plus élevées.